# غرفة سحابية
الغرفة السحابية أو غرفة ويلسون السحابية في فيزياء الجسيمات

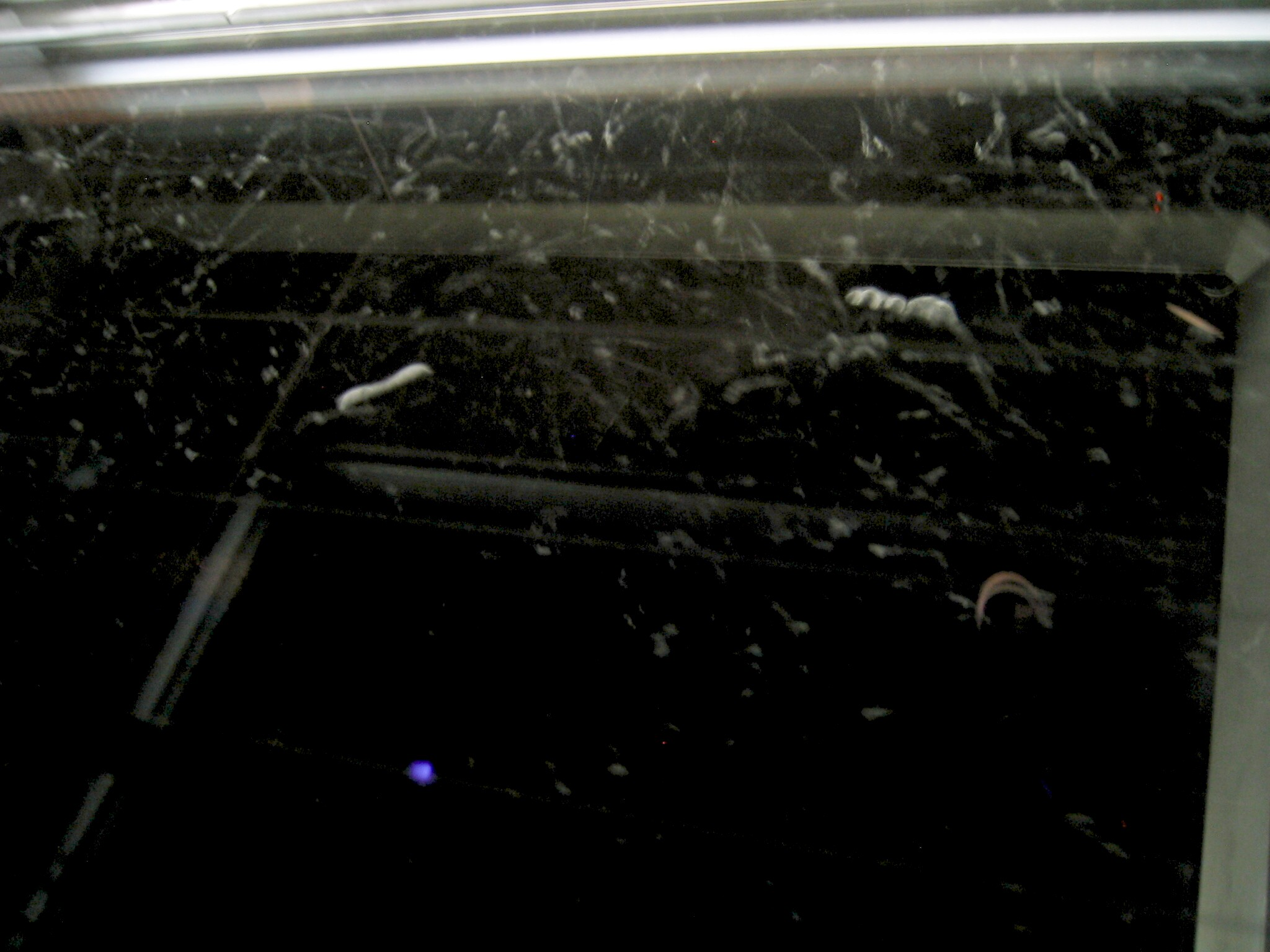
غرفة سحابية ويظهر فيها مسارات عريضةأشعة ألفا ومسارات رفيعة للإلكترونات.

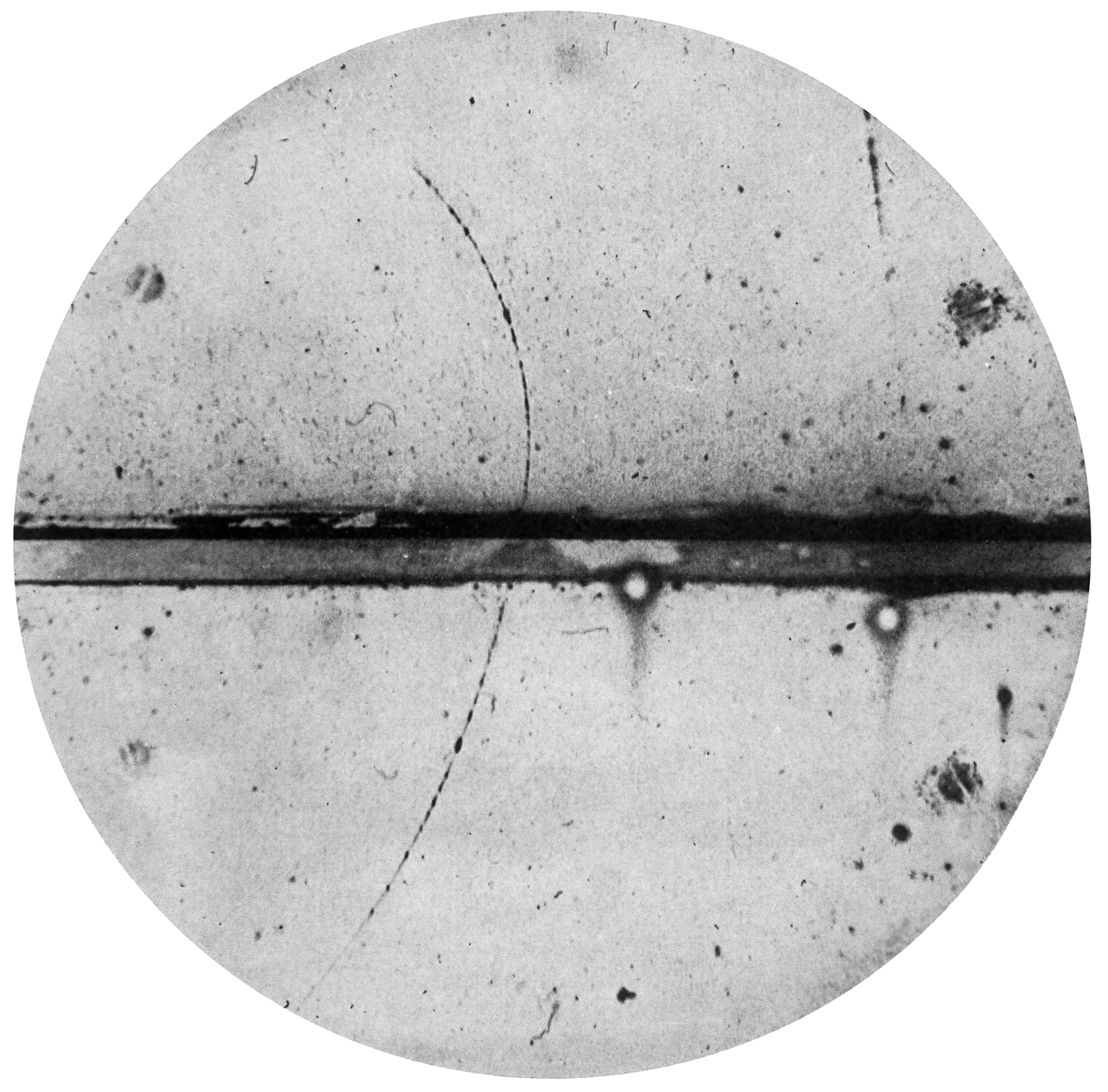
غرفة سحابية ويُرى فيها بوزيترون ذو مسار مقوس.

هي جهاز لاكتشاف جسيمات الإشعاعات المؤينة. وتتكون الغرفة السحابية من غرفة صغيرة زجاجية تحتوي على بخار الماء حيث يكون بخار الماء فيها في درجة التشبع. وعندما يتفاعل جسيم ألفا أو جسيم بيتا مع جزيئات الوسط، تتأين الجزيئات على طول مسار الجسيم. وتحفز الأيونات المتولدة على مسار الجسيم على تكثف الماء عليها، حيث تكون تلك الأيونات بمثابة الأنوية لتكثف بخار الماء عليها. وبذلك يصبح مسار الجسيم مرئيا.
وتختلف مسارات الجسيمات عن بعضها، فمثلا تكون مسارات جسيم ألفا عريضة ومستقيمة، بينما يكون مسار الإلكترون رفيعا.

## قياس طاقة الجسيم
عند تسليط مجال مغناطيسي على الغرفة السحابية فإن الجسيمات الموجبة الشحنة والجسيمات السالبة الشحنة تنحرف في اتجاهين متضادين. ويبدو هذا الانحراف لمسار الجسيم المشحون على شكل قوس، طبقا لقانون لورينس الخاص بتأثير المجال المغناطيسي على شحنة متحركة.
بقياس نصف قطر تقوس المسار وطول المسار يمكن التعرف على كتلة الجسيم وسرعته. وبما أن طاقة الحركة لجسيم تتنايسب مع مربع سرعته، فيمكن حساب طاقة الحركة للجسيم. كذلك يمكن من مسار الجسيم معرفة مقدار شحنته، هل هو إلكترون مثلا ؟ فيكون مساره رفيعا أم جسيم ألفا وهو يحمل شحنتين (بروتونين)، فيكون مساره عريضا.
وتوجد للجسيمات ذات الطاقة العالية التي تنفذ بسهولة من الغرفة السحابية نوع آخر من الغرف لاكتشافها، وهي غرفة الفقاقيع وهي تعمل بنفس فكرة الغرفة السحابية إلا أن وسط الغرفة يكون الماء بدلا من الهواء، وفيها تظهر مسارات الجسيمات في هيئة فقاقيع غازية بدلا من تكثف بخار الماء عليها.

## اقرأ أيضًا
- مطياف ألفا المغناطيسي
- غرفة فقاقيع
- عداد جسيمات
- تجربة أطلس
- تجربة سوبر كاميوكاندي
- مكشاف مصادم فيرميلاب
- عداد جايجر
- عداد شيرينكوف
- عداد وميضي
- عداد تناسبي
- عداد شبه الموصلات
- إشعاع مؤين